# Houstonia serpyllifolia
 (septembre 2021).
Si vous disposez d'ouvrages ou d'articles de référence ou si vous connaissez des sites web de qualité traitant du thème abordé ici, merci de compléter l'article en donnant les références utiles à sa vérifiabilité et en les liant à la section « Notes et références ».
Espèce
Synonymes
- Anotis serpyllifolia (Michx.) G.Don[1]
- Anotis tenella (Pursh) G.Don[1]
- Hedyotis michauxii Fosberg[1] [2]
- Hedyotis serpyllifolia (Michx.) Torr. & A.Gray[1]
- Houstonia serpyllifolia f. alba Alexander[1]
- Houstonia tenella Pursh[1]
- Oldenlandia serpyllifolia (Michx.) A.Gray[1]

Houstonia serpyllifolia est une espèce de plantes de la famille des Rubiaceae qui est originaire de l'Est des États-Unis.

## Répartition
Houstonia serpyllifolia se rencontre dans le centre et le Sud des Appalaches. Il a été documenté dans les États de la Pennsylvanie, du Maryland, de la Virginie-Occidentale, de l'Ouest de la Virginie, de la Caroline du Nord, de la Caroline du Sud, du Kentucky, du Tennessee, de l'Ohio et du Nord-Est de la Géorgie.

## Description
Houstonia serpyllifolia est une plante vivace rampante basse. Elle produit des fleurs bleues solitaires et terminales au printemps et au début de l'été. Elle pousse généralement dans les zones humides et se trouve dans des habitats tels que les berges, les bois mésiques, les chauves herbeux, les affleurements rocheux suintants et les falaises de pulvérisation. 